# The Smiths (álbum)
The Smiths es el primer álbum de la banda británica de rock alternativo, The Smiths, lanzado el 20 de febrero de 1984. El álbum fue bien recibido por la crítica y el público de la época, y estableció a The Smiths como una de las bandas más prominentes de Gran Bretaña durante la década de los años 1980.
En 1989, el álbum fue puesto en el lugar #22 de la lista de la revista Rolling Stone, "los 100 mejores álbumes de los 80". En 2003 fue colocado en la posición 481 en su lista de Los 500 mejores álbumes de todos los tiempos.

## Producción
Después de firmar con el sello discográfico independiente Rough Trade, The Smiths comenzaron a prepararse para grabar su primer álbum a mediados de 1983. Debido a la sugerencia del director de Rough Trade, Geoff Travis, la banda seleccionó a Troy Tate (exguitarrista de The Teardrop Explodes) como productor para las sesiones. en los estudios Elephant en Wapping. Durante el mes siguiente, el grupo grabó catorce canciones.

El guitarrista Johnny Marr luego escribiría en su autobiografía que "le gustaba Troy ... La visión de Troy era capturar la forma en que la banda sonaba en vivo. Pensó que era importante que el disco representara la forma en que estábamos en los clubes y era un documento auténtico Trabajó bastante incansablemente para obtener pasión de una actuación y fue muy cariñoso conmigo ... "Sin embargo, las sesiones también resultarían arduas debido a una ola de calor en Londres. The Smiths estaban grabando en un estudio de sótano caliente en Elephant, y según Marr, no solo el calor era incómodo sino que también hacía difícil mantener sus instrumentos afinados.
Mientras grababa una sesión de la BBC para Dave Jensen en agosto de 1983, The Smiths conocieron al productor John Porter, que estaba trabajando en uno de los estudios. Travis, que albergaba reservas sobre la sesión del grupo con Troy Tate, le dio a Porter un casete de las sesiones de antemano con la esperanza de poder remezclarlas. Porter le dijo a Travis que las sesiones estaban "fuera de tono y fuera de tiempo". Sintiendo que las sesiones de Tate eran insalvables, Porter se ofreció a volver a grabar el álbum él mismo. A pesar de elogiar el trabajo con Tate solo una semana antes de la prensa al decir "hemos hecho todo exactamente bien y se verá", el cantante de Smiths Morrissey aceptó (al igual que Travis), mientras que Marr estuvo de acuerdo vacilante. Más tarde, Marr afirmaría en su autobiografía que cuando la banda escuchó el trabajo terminado realizado bajo Tate, a Morrissey no le gustó el álbum y los demás tampoco estaban del todo contentos con los resultados. "Podía escucharme a mí mismo que las mezclas sonaban poco producidas y no eran el artículo terminado que necesitábamos como nuestra introducción al mundo", escribió Marr. "Por qué se consideró necesario desechar el álbum por completo en lugar de simplemente mezclarlo de nuevo, no lo sabía, pero no iba a sacarle demasiado partido ... era un documento de cómo la banda realmente estaba en eso". punto aunque...".
The Smiths comenzaron a trabajar con Porter en septiembre de 1983. Debido a los compromisos de la gira, la banda tuvo que hacer el disco de manera poco sistemática. Más tarde, Marr recordó que "trabajar con John de inmediato nos dio resultados ... él y yo formamos una relación musical y personal que fue inspiradora ... no solo nos crió a mí sino a toda la banda". La grabación comenzó en los Matrix Studios de Londres, y la mayoría del trabajo se realizó durante una semana en Plutón, a las afueras de Mánchester. Una última sesión de doblaje se realizó en Eden Studios en Londres ese noviembre.

## Sesiones de grabación
Las sesiones de la primera grabación del álbum fueron producidas por "Troy Tate" de The Teardrop Explodes. Insatisfechos con su trabajo como productor, The Smiths regrabaron el álbum con el productor John Porter, y fueron estas grabaciones las que forman el álbum. La mayoría de las grabaciones archivadas en Troy Tate sólo están disponibles en forma de contrabando, aunque Tate produjo versiones de "Jeanne" (que The Smiths no volvieron a grabar con Porter) y "Pretty Girls Make Graves", que fueron utilizadas como caras B de lanzamientos oficiales de The Smiths.

## Ilustraciones y empaques
La funda para The Smiths fue diseñada por Morrissey. Presenta al actor estadounidense Joe Dallesandro en una imagen recortada de la película de Andy Warhol de 1968, Flesh. La fotografía de Morrissey en la manga interior de la tarjeta original fue tomada en un concierto temprano en Londres por Romi Mori, quien posteriormente tocó el bajo para The Gun Club.

### Portada
La portada de The Smiths fue diseñado por Morrissey. Cuenta con el actor estadounidense Joe Dallesandro en una tóma de la película Flesh de Andy Warhol en 1968.

## Promoción
El sencillo "What Difference Does It Make?" fue lanzado en enero de 1984, alcanzando el número 12 en el UK Singles Chart.

## Canciones
El álbum abre con "Reel Around the Fountain", es de los temas que conserva una de las más propias melodías del grupo debido a la forma de cantar modulando las vocales al final de las frases. La canción es utilizada en unas pocas líneas de la película "A Taste of Honey" por Shelagh Delaney. Junto con "The Hand That Rocks the Cradle" provocaron acusaciones del tabloide británico The Sun y la revista The Sounds por promover la pedofilia.
El título de la canción "Pretty Girls Make Graves" es una cita del escritor Jack Kerouac. 
Musicalmente, la canción "The Hand That Rocks the Cradle" es un tribúto a la canción de Patti Smith, "Kimberly" del álbum "Horses".
"This Charming Man" no apareció en el Reino Unido ni en los lanzamientos europeos de The Smiths. Sin embargo, fue, incluido en el lanzamiento en Estados Unidos, debido a que no había sido lanzado como sencillo en Estados Unidos, y también participó en el lanzamiento del casete original del álbum. Cuando WEA relanzó todos los álbumes de The Smiths en 1992, se utilizó el formato americano. 
"Hand in Glove" y "What Difference Does It Make?" originalmente fueron lanzados como sencillos y ambos lograron ocupar una posición buena en el UK Indie Chart. Según Morrissey "Hand in Glove" narra la historia entre el protagonista y otra persona (en ningún momento sobre una mujer) lo que sugiere la posibilidad de que la canción habla sobre el supuesto amor platónico que Morrissey sentía por su compañero de banda el guitarrista Johnny Marr.

## Lanzamiento
El álbum fue lanzado el 20 de febrero de 1984, y debutó en el número dos en la lista de álbumes del Reino Unido.
"This Charming Man" se incluyó como la sexta canción en todos los lanzamientos originales del álbum en Estados Unidos en Sire Records (LP, CD y casete) y en el casete británico en Rough Trade. Desde 1992, cuando WEA adquirió el catálogo de The Smiths, casi todas las reediciones en todo el mundo también incluyen esta canción, con la excepción de una reedición de vinilo de 2009 en Rhino Records en los EE. UU. Y el Reino Unido y la caja de la versión de vinilo de 2011 que recoge los álbumes de Smiths titulados "Complete".

## Legado
El crítico musical Garry Mulholland lo incluyó en su lista de los 261 mejores álbumes desde 1976 en Fear of Music: "The Smiths aseguró su primera leyenda con un álbum debut sobre abuso infantil. La producción fue plana y dura, pero logró conjurar otra canción de Manchester en la canción, claramente diferente de la de Ian Curtis y Mark E. Smith. Pero todo sobre The Smiths fue contrario al pop de mediados de los 80, desde Joe Dallesandro en la portada hasta el tintineo restringido de las canciones, pero principalmente a través del disgusto dramatizado de Moz [apodo de Morrissey] en el sexo, que aquí existe para arruinar el verdadero amor en el mejor de los casos y arruinar una vida joven en el peor de los casos ".
Slant Magazine incluyó el álbum en 51 en su lista de "Mejores álbumes de la década de 1980" diciendo "No hay razón por la cual un discípulo mordaz y sexualmente frustrado de Oscar Wilde, que amaba el punk pero cantaba como un mal funcionamiento, Sinatra debería haberse asociado con un fabulosamente guitarrista inventivo cuyas influencias eran tan difusas que podría ser difícil escucharlas y formó uno de los mejores dúos de composición de los años 80 ". PopMatters incluyó el álbum en su lista de" 12 álbumes de rock alternativo esencial de Decenio de 1980 "diciendo:" La carrera de Morrissey se explica por completo en The Smiths, donde la delicada selección de guitarra de Johnny Marr y la dura producción de John Porter los hacen aún más penetrantes ".

En 1989, el álbum ocupó el puesto número 22 en la lista de la revista Rolling Stone de los 100 mejores álbumes de la década de 1980. En 2003, el álbum ocupó el puesto número 481 en la lista de la revista de los 500 mejores álbumes de todos los tiempos. El álbum se ubicó en 473 en una lista actualizada de la revista en 2012. El álbum ocupó el puesto número 51 en la lista de Rolling Stone de los 100 mejores álbumes de debut de todos los tiempos. Se colocó en el número 73 en la lista de The Guardian de los 100 mejores álbumes de la historia en 1997.

## Lista de canciones
Todas las canciones escritas y compuestas por Morrissey/Marr. 
| N.º   | Título                           | Duración |  |
| 1.    | «Reel Around the Fountain»       | 5:57     |  |
| 2.    | «You've Got Everything Now»      | 3:59     |  |
| 3.    | «Miserable Lie»                  | 4:26     |  |
| 4.    | «Pretty Girls Make Graves»       | 3:42     |  |
| 5.    | «The Hand That Rocks the Cradle» | 4:38     |  |
| 6.    | «This Charming Man» (Solo EU)    | 2:41     |  |
| 7.    | «Still Ill»                      | 3:19     |  |
| 8.    | «Hand in Glove»                  | 3:23     |  |
| 9.    | «What Difference Does It Make?»  | 3:49     |  |
| 10.   | «I Don't Owe You Anything»       | 4:03     |  |
| 11.   | «Suffer Little Children»         | 5:26     |  |
| 45:36 |                                  |          |  |

## Personal

### The Smiths
- Morrissey - voz
- Johnny Marr - guitarras, armónica
- Andy Rourke - bajo
- Mike Joyce - batería

### Músicos adicionales
- Annalisa Jablonska - voz en "Pretty Girls Make Graves" y "Suffer Little Children"
- Paul Carrack - teclados

### Equipo técnico
- John Porter – producción, mezcla ("Hand in Glove")
- The Smiths – producción ("Hand in Glove")
- Phil Bush, Neil King – ingeniero de sonido